# レイトンハウス
レイトンハウス（Leyton House）は、1980年代後半から1990年代前半の「バブル景気」期にかけてF1やF3000、スポーツカー世界選手権などの国際格式のレースで世界的に活躍した日本の企業及びその傘下のレーシングチームである。また同名のアパレルも展開し一世を風靡した。

## 沿革

### スポンサー開始
不動産会社「丸晶興産」の社長で、地上げ、オフィスビルやゴルフ場の経営、ホテルレイトンや照明器具落下事故で有名になった六本木のディスコ「トゥーリア」の経営を後に行うなど、手広く事業を展開していた実業家の赤城明が、スポンサー獲得のために飛び込み営業で訪問してきたレーシングドライバーの萩原光とその弟である萩原任兄弟の求めに応じ、1984年の秋から全日本選手権クラスのレーシングチームのスポンサーとなった。
当初は「丸晶興産」あるいは同社の子会社の「メーベル商会」名義でスポンサーを行っていたが、「レーシングカーに漢字やカタカナは格好悪い」という社員の意見から、1985年の後半よりイギリスのウォルサム・フォレスト・ロンドン特別区にある「レイトン」という地名をもとに「レイトンハウス」のブランドを使い始めた。「レイトンハウス」のブランド名はメーベル商会の女性社員が考案したと言われている。
1985年のル・マン24時間レースに参戦するトムスのスポンサーになった際に、トムス社長の舘信秀に「レイトンハウスって何ですか？」と聞かれた丸晶興産幹部の赤尾広三は「いや、実体はまだないんですよ。それはこれから作りますから」と答えたという。

### 活動拡大

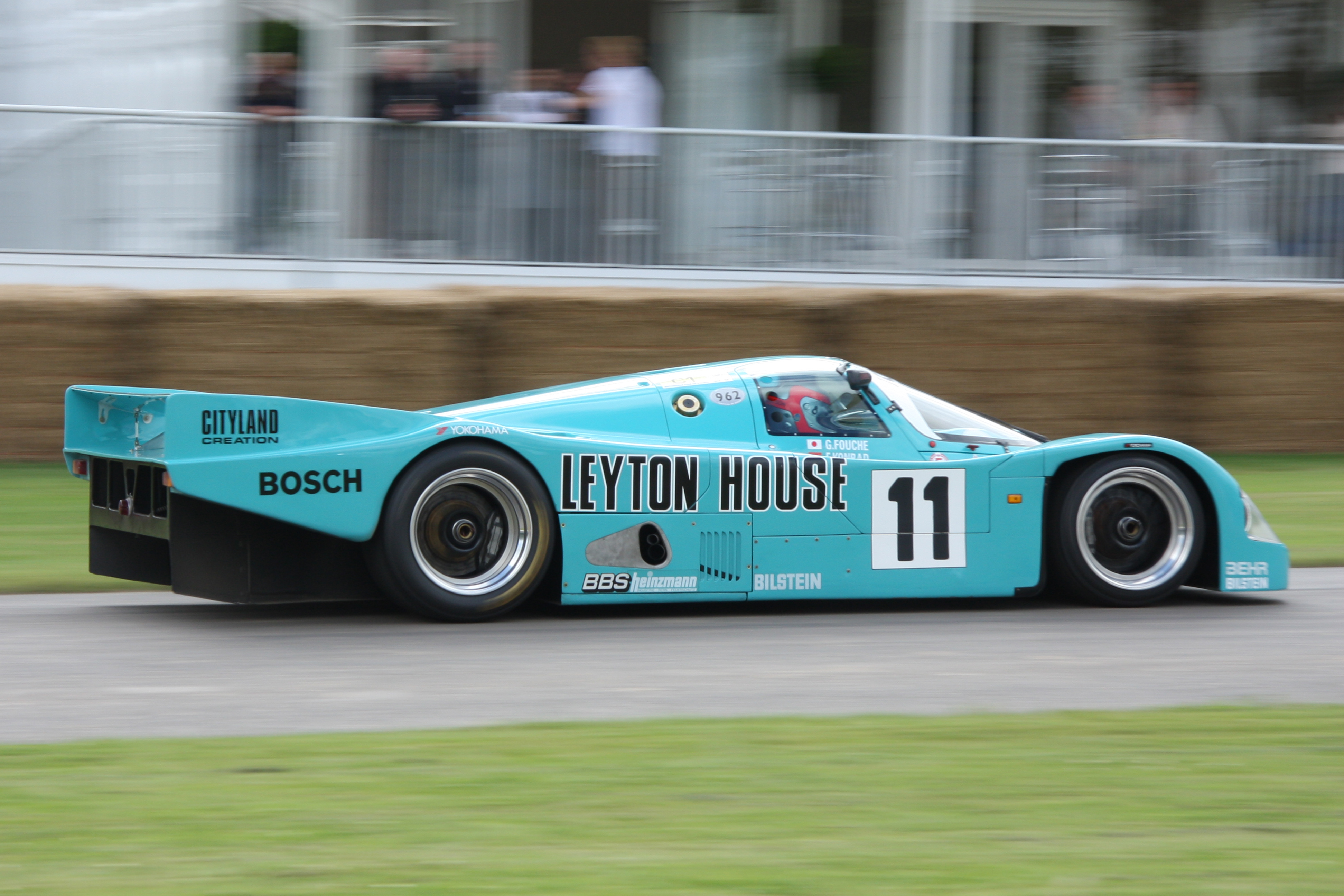
レイトンハウスのポルシェ・962C

1986年シーズンには富士グランチャンピオンレースや全日本F3選手権、全日本F2選手権（→全日本F3000選手権）、全日本スポーツプロトタイプカー耐久選手権や全日本ツーリングカー選手権といった全ての国内選手権クラスのレースへの同時参戦を開始し、それに合わせる形で子会社の「メーベル商会」の社名を「レイトンハウス」に正式に変更した。
社名変更と時を同じくして、「レイトンハウス」ブランドによるアパレル展開もスタートした。当初は東京都内の本店ブティックにおいて、「レイトンブルー」と呼ばれたチームカラーのブルーをあしらった男性向けのブルゾンやトレーナー、ポロシャツを中心に展開し、その後は女性や子供向けのアパレルにも展開を拡大したほか、首都圏やサーキット内へのブティックの出店を進めていくことで売り上げを増大させた。
しかし、「レイトンハウス」の名前を冠したレーシングチームを立ち上げたばかりの1986年4月、チームの顔である萩原光がスポーツランドSUGOでのメルセデス・ベンツ・190E 2.3-16のマシンテスト中に事故死。ここでスポンサーを辞めてレース界から退くという選択肢もあったが、萩原の遺族の意向もあり、赤城はレーシングチームの運営続行を決断した。
萩原の死後、全日本F2活動を休止していた期間に、赤城はレイトンハウスがスポンサーとなっていたトムスが参戦するル・マン24時間レースと、前年にそのトムスのグループC参戦ドライバーだったことで同じくレイトンハウスが支援していた中嶋悟が参戦中の国際F3000選手権を見るために欧州入りしていた。そこで、国際F3000にタイヤを供給していたブリヂストンのモータースポーツ部門トップである安川ひろしから、既にF1スポット参戦歴も持つイヴァン・カペリを紹介されていた。紹介した際の安川に他意はなかったが、赤城が見たイモラでのレースでカペリはポールポジションを獲得し、表彰台に立っていた。赤城はカペリの性格や人間性を大いに気に入り、萩原の後任としてレイトンハウスのドライバーとして迎え入れ全日本F2へ復帰。カペリは日本で参戦した3レース中、2度表彰台に立つ活躍を見せ、国際F3000ではシリーズチャンピオンを獲得。翌年からのカペリ起用を内定していたマーチF1をレイトンハウスがスポンサードしていくことにもつながった。

### F1参戦
1987年、F3000やF3などのフォーミュラカーを中心として活躍していたイギリスの名門のレーシングカーコンストラクターであるマーチと提携する形で、「レイトンハウス・マーチ・レーシング」としてF1に進出した。ドライバーは前年途中でレイトンハウスF2に加入したイヴァン・カペリの1台体制で、カペリは国際F3000選手権チャンピオン獲得者であることから、F1フル参戦に必要なスーパーライセンスの所持者でもあった。

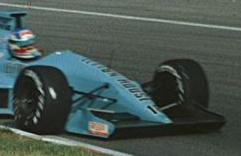
イヴァン・カペリがドライブするマーチ・881

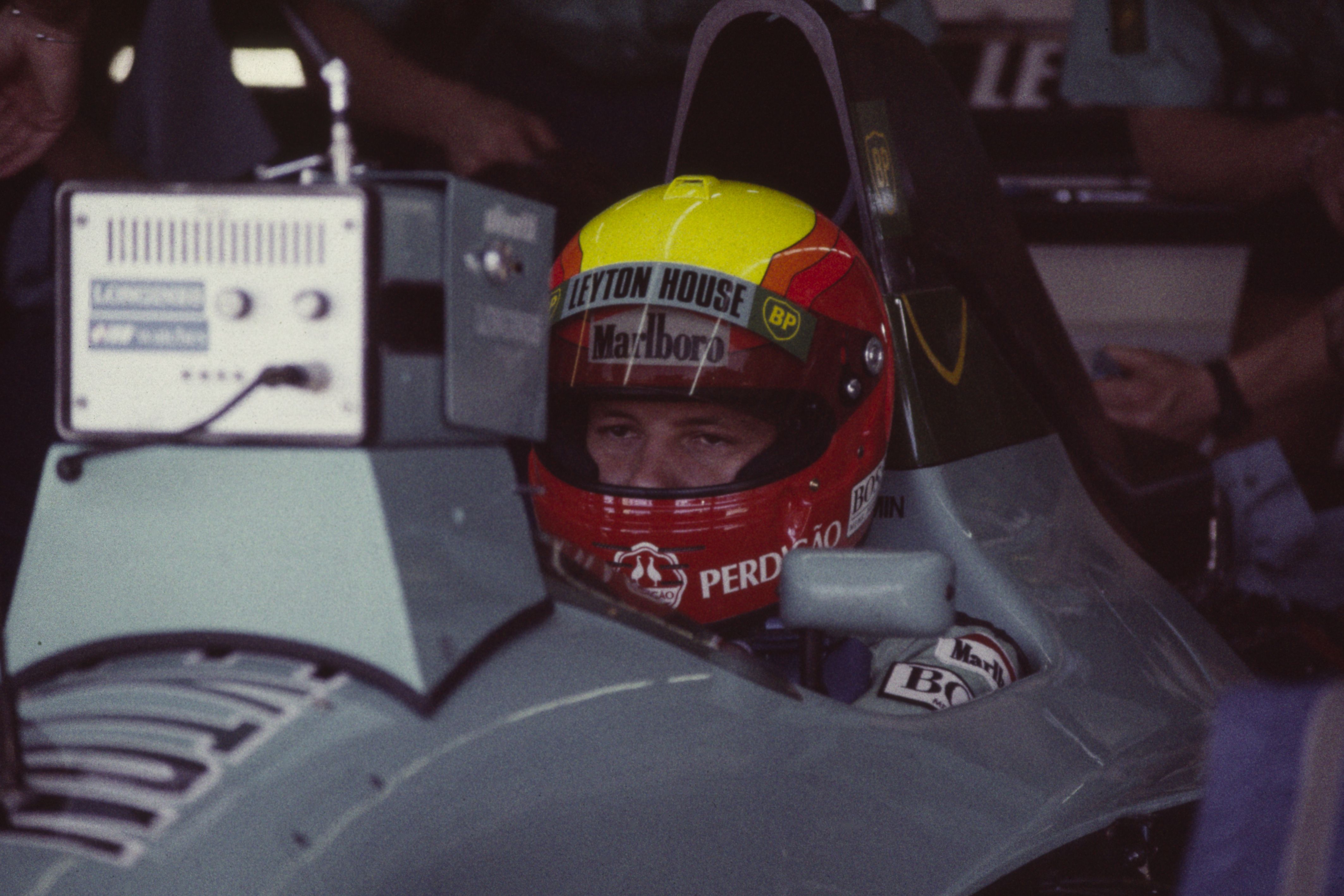
マウリシオ・グージェルミンがドライブするCG901

F1初年度は非力な自然吸気エンジンであるコスワースDFZを搭載したマシンであったものの、カペリの奮闘もありモナコグランプリで早くも6位初入賞を挙げた。1988年には空力に優れ、自然吸気ながら高い安定性を持つジャッドエンジンを搭載した新型マシン、マーチ・881を投入しマウリシオ・グージェルミンを加えた2台体制となり、終盤にはトップ争いに食い込む活躍を見せた。さらに1989年にはマーチを買収して「レイトンハウス・レーシング」とし、1990年からはコンストラクター名称も「レイトンハウス」に変更した。

### 事業拡大
チームの好調振りにあわせるかのようにアパレル事業も順調に発展し、一時は首都圏やサーキットのみならず全国の大都市にブティックを展開し、アパレル事業単体で年商20億円を超えるビジネスに発展した。
ついには親会社の丸晶興産が、マクラーレンのスポンサーとしても知られた西ドイツの老舗紳士服ブランド「ヒューゴ・ボス」を400億円で買収するという話までになった。なお、ヒューゴ・ボスは1982年よりマクラーレンチームのスポンサーであったため、この買収によって丸晶興産は傘下となったヒューゴ・ボスを通じてマクラーレンのスポンサーにもなり、F1の2チームに関わることとなる。
また、親会社の本業の不動産でも神奈川県横浜市に「レイトンハウス」の名を冠した高級賃貸マンションや、北海道釧路市で式場併設のホテルレイトン（釧路全逓会館〈ホテルユニオン〉を買収）も展開するなど、レイトンハウスブランドを積極的に展開していった。
F1参戦前年の1986年にはレコードレーベル「レイトンハウス音楽産業」を設立。同年末にはホノルルマラソンの冠スポンサーとなり、大会名称が「レイトンハウス・ホノルルマラソン」として開催された。1990年にはポッカコーポレーション（現・ポッカサッポロフード&ビバレッジ）から「レイトンハウスF1ドリンク」というスポーツドリンクが発売されたほか、文房具に至るまで様々なグッズも販売された。

### チーム崩壊・倒産

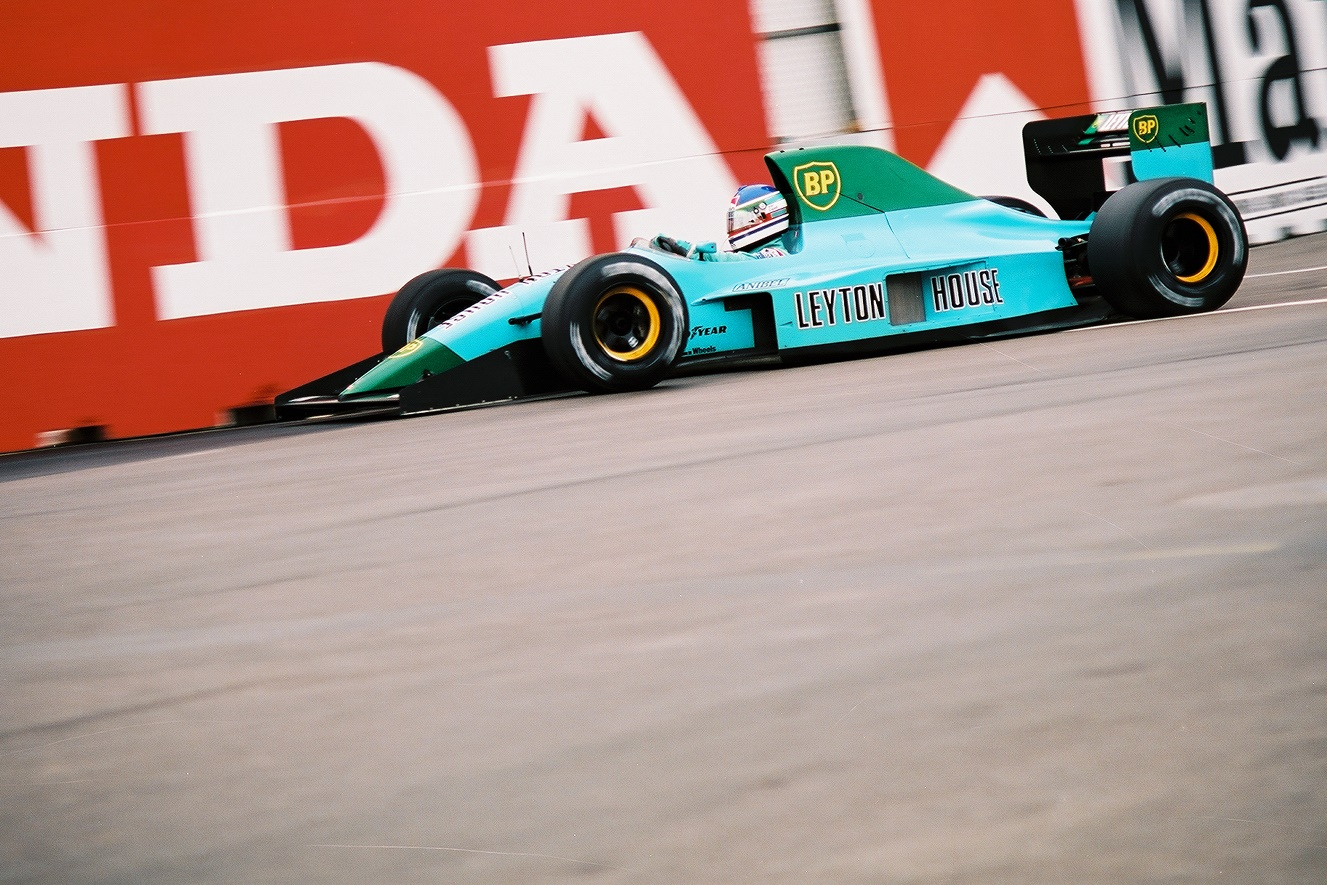
イヴァン・カペリがドライブするCG911（1991年アメリカGP）

しかし、1991年のバブル景気の崩壊とともに資金繰りが悪化し、9月に赤城が富士銀行赤坂支店の不正融資事件に関与したとして逮捕されると、レイトンハウスに資金供給していた海外の金融会社からの送金がストップ。同年のシーズン終了後に赤城はF1チームのオーナー権を手放さざるを得なくなった。
資金不足に陥ったチームはシーズン終盤に、全日本F2選手権時代からの関係であったカペリに代わり、スポンサーを持ち込んだカール・ヴェンドリンガーを採用せざるを得なくなってしまった。F1とともに参戦していた全日本F3000選手権からも撤退し、5年契約を結んでいたイルモアエンジンとの関係も、イルモア側からの希望により解消となった。
翌1992年には、チームマネージャーの萩原任（萩原光の弟）らがレイトンハウスの全日本F3000部門を受け継ぐ形で「萩原レーシング」の名称で全日本F3000での活動を継続したものの、同年一杯で全日本F3000での活動を停止。これにより「レイトンハウス」の名前を冠したレーシングチームは事実上消滅し、以後は同チームの元スタッフらがジュニア・フォーミュラを中心とした育成カテゴリで活動していくことになる。
企業としてのレイトンハウスならびに丸晶興産はその後も事業を継続したものの、ヒューゴ・ボスや多くの資産を手放さざるを得なくなり、静岡県菊川市に建設中だった「レイトンヒルズカントリー倶楽部」もオープン前の1992年にオリエントコーポレーションに売却した（1993年にホロンゴルフ倶楽部としてオープン）。1994年には北海道ニセコ町の既存ホテルを買収し「ホテルレイトンニセコ」（現・ホテル甘露の森）を開業するなどしたが状況は好転せず、1998年6月に丸晶興産は債権者からの申し立てにより破産宣告を受けた（負債総額は約1,670億円）。

### 現在
丸晶興産の倒産後、レイトンハウスの商標は1998年10月に三誠商事に譲渡されており、2016年から同社が復活させたブランドから主にスポーツウェア・シューズ類の製造・販売を継続している。
2018年8月10日、設立者であった赤城明が死去。72歳没。

## チームカラー

### 「レイトンブルー」
エメラルドグリーンに近いパステルカラーの「レイトンブルー」をチームカラーとし、同チームのマシンだけでなく、同時に全国的に展開したアパレルも全て「レイトンブルー」に統一したため、現在でもこのカラーがバブル景気期のモータースポーツシーンを象徴する色として語られることが多い。なおこの色は、ホンダ・シティ・カブリオレのボディカラーにあった「マイアミ･ブルー」を赤城がコーポレートカラーとして採用したものだという。

### ロゴマーク
当初のロゴマークには「LEYTON」と「HOUSE」のロゴの間に黒人が頭の上に荷物を乗せて歩く姿が描かれていたものの、ヨーロッパでのレース参戦時に「黒人奴隷を想像させ人種差別的」との指摘を受け1987年以降削除された。ただし商標登録上は現在も黒人の姿が残されており、特許電子図書館の商標データベースで確認できるほか、復刻版のアパレルでは黒人の姿が描かれたロゴマークが使用されている。

## 参戦カテゴリー
- F1
- 全日本F2選手権、全日本F3000選手権
- 国際F3000選手権
- 全日本F3選手権
- 富士グランチャンピオンレース
- 全日本スポーツプロトタイプカー耐久選手権
- ル・マン24時間レース
- 全日本ツーリングカー選手権

## スポンサーシップを受けたドライバー
- 萩原光
- 星野一義
- 中嶋悟
- 黒澤元治
- 関谷正徳
- 岡田秀樹
- 田中実
- 影山正彦
- 小河等
- 岡本佳織
- 岩城滉一

- クリスチャン・ダナー
- イヴァン・カペリ
- マウリシオ・グージェルミン
- ブルーノ・ジャコメリ
- テオ・ファビ
- クリス・ニッセン
- オスカー・ララウリ
- アンドリュー・ギルバート＝スコット
- ジョージ・フーシェ
- フランツ・コンラット
- ウェイン・テイラー
- マウロ・マルティニ
- フォルカー・ヴァイドラー
- ポール・ワーウィック
- フィリップ・ファーブル